# 诺伊氏温克氏菌
诺伊氏温克氏菌（学名：Winkia neuii）是温克氏菌属的唯一物种。此物种是一种革兰氏阳性且嗜温的杆状细菌。在两名白内障后眼内炎患者中發現了诺伊氏温克氏菌後，該細菌被首次描述。它作为人类阴道正常、健康的微生物群的一部分，在人体表面和体内共生。

## 下属物种
本种包括以下亚种：
- 诺伊氏温克氏菌无硝酸盐还原亚种 Winkia neuii subsp. anitrata，前称纽氏放线菌无硝亚种
- 诺伊氏温克氏菌诺伊氏亚种 Winkia neuii subsp. neuii